# ローズマリー・ラプランシュ
ローズマリー・ラプランシュ（Rosemary E. LaPlanche, 1923年10月11日 - 1979年5月6日）は、アメリカ合衆国の女優、モデル、画家。1941年、ミス・アメリカで優勝したことで知られる。

## 経歴
1923年10月11日、カリフォルニア州ロサンゼルス郡グレンデールに生まれる。4歳離れた姉のルイーズ・ラプランシュ（英: Louise LaPlanche）も後に女優となる。幼少期より演技に興味を持ち、無声映画に出演したこともある。公立学校に通うが自身も姉も演技に対する関心は衰えず、John Marshall High School 在学中にユニバーサル作品でディアナ・ダービンと共演している。
ロサンゼルス在住の1939年から1941年にかけて3年連続で Miss California に選ばれている。ミス・アメリカ全国大会では1939年にはファイナリストに残り、1940年には準優勝している。1941年にミス・アメリカで優勝した際、たまっていた疲労もあり、緊張の糸が切れたのか泣き崩れた。なお、10000ドルの賞金を思い浮かべてすぐに明るくなった。彼女の優勝の後新たに定められた規則により、同一人物がミス・アメリカの全国大会に出場できるのは一回限りとなった。
ミス・アメリカのタイトル獲得の後、RKOと契約して女優となる。Angels' Alley などの映画、The Donna Reed Show などのテレビドラマに出演。また、夫と二人で Harry Koplan-Rosemary LaPlanche Show という帯番組を持っていたこともある。1946年の報道によるとたばこの広告モデルも務めた。
1960年代、絵を描き始める。美術の本と絵の具一式を買うことから始め、後にレッスンを受ける。彼女は自分の作品について「印象派的で、写実的な一面もある」と語っている。作品の主題は鳥、砂漠、花、海辺、羊、人物などである。1969年、彼女の絵画は35ドルから600ドルで販売された。

## 私生活
1947年、ラジオ司会者兼プロデューサーの Harry Koplan と結婚。1973年、夫は死去するが、二人の子を残した。
1979年5月6日、Glendale Adventist Hospital でがんのため死去。San Fernando Mission Cemetery に埋葬されている。

## フィルモグラフィ
- Two Weeks to Live (1943) - Miss LaPlanche, Dr. O'Brien's Nurse
- Prairie Chickens (1943) - Yola
- Swing Your Partner (1943) - Secretary
- Strangler of the Swamp (1946) - Maria Hart
- Devil Bat's Daughter (1946) - Nina MacCarron
- Betty Co-Ed (1946) - Glenda Warren
- Jack Armstrong (1947, Serial) - Betty Fairfield
- Angels' Alley (1948) - Daisy Harris
- An Old-Fashioned Girl (1949) - Emma Davenport
- Federal Agents vs. Underworld, Inc. (1949) - Laura Keith